# Vene pancreaticoduodenale
Venele pancreaticoduodenale însoțesc arterele corespunzătoare: artera pancreaticoduodenală superioară și artera pancreaticoduodenală inferioară; partea inferioară a celor două se unește frecvent cu vena gastroepiploică dreaptă. 

## Vezi și
- pancreas
- duoden